# Sima de Manuel Mozo
La sima de Manuel Mozo es una sima situada en el parque natural del Alto Tajo y dentro del término municipal de Villanueva de Alcorón (Guadalajara, España).

## Acceso
En la carretera CM-2101, que une Villanueva de Alcorón con Peñalén, se toma una pista a la derecha, unos 600 metros antes del área recreativa del Refugio de la Zapatilla y de la Sima de Alcorón. Las coordenadas del cruce son: 40°41′18″N 2°11′07″O / 40.688430, -2.185210.
Se sigue por la pista 4,3 km, dejando a la izquierda un cruce y a la derecha una charca o laguna seca, tras la cual se toma la siguiente pista a la derecha, por la que se sigue durante 1,1 km, punto donde se toma a la izquierda otra, que conduce tras 400 m a la misma boca de la sima.

## Descripción
La entrada consta de un pequeño pozo de 6m.(P6) en cuyo fondo a modo de ventana se abre un espectacular pozo de 90 metros. Este P90 es cilíndrico y totalmente vertical, que se desciende a través de un pasamanos volado desde el techo del mismo. A 28 metros de su fondo, a mano izquierda según se baja y a través de un sencillo péndulo se accede a una repisa colgalga, que da acceso a través de una fisura a un pozo paralelo de 40m (P40). En la base de este P40 y a través de un resalte de 4m encontramos una gatera de 4m que nos saca directamente a un meandro. Este meandro aguas arriba se va estrechando y está lleno de barro, pero aguas abajo es cómodo y tras caminar por él unos 200m nos lleva a un P6 en cuya base corta transversalmente otro meandro -el meandro de la Élite-. El mero nombre nos da una idea de su dificultad, que es debida a su estrechez. El meandro de la élite continúa durante más de 500m hasta hacerse súbitamente impracticable.
Esta sima es de dificultad alta.

## Ficha de Instalación
- P6  acceso
  - 1 parabolt y 1 spit
  - 1 spit cabecera
  - (15m cuerda)
- P90 acceso   
  - 3 placas long life. Cabecera en "y" con una placa para acceso. En volado desde el techo del pozo.
  - 1 spit a - 27m
  - 1 placa long life a -35m
  - 1 placa long life a -46m
  - 1 placa long life a -62m (anclaje del péndulo)
  - (100m cuerda)
- P40 acceso   
  - 1 spit
  - 2 spits (cabecera)
  - 1 spit - 8m
  - 1 spit -18m (limpio hasta la base)
  - (40 m cuerda)
- P4             
  - 1 spit
  - (6m cuerda)
- P6          
  - 2 spita
  - (10m cuerda)